# Oleksandr Hontsjenkov
Oleksandr Anatolijovytsj Hontsjenkov (Oekraïens: Олександр Анатолійович Гонченков; Russisch: Александр Анатольевич Гонченков) (Lviv, 4 april 1970) is een voormalig wielrenner uit Oekraïne. Hij nam namens het gezamenlijke team van de uiteengevallen Sovjetstaten in 1992 deel aan de Olympische Spelen in Barcelona, hij eindigde als tiende bij de achtervolging op de baan.

## Overwinningen
1996
4e etappe Ronde van Romandië
16e etappe Ronde van Italië
1997
GP Città di Camaiore
5e etappe Ronde van de Middellandse Zee
Ronde van Emilië
3e etappe Internationale Wielerweek
1998
3e etappe a Vierdaagse van Duinkerke
1999
4e etappe Ronde van Trentino

## Resultaten in voornaamste wedstrijden
| Jaar | Ronde van Italië | Ronde van Frankrijk | Ronde van Spanje |
| ---- | ---------------- | ------------------- | ---------------- |
| 1993 | opgave           |                     |                  |
| 1994 |                  |                     |                  |
| 1995 |                  | 96e                 |                  |
| 1996 | 30e (1)          | opgave              |                  |
| 1997 |                  | uitgesloten         |                  |
| 1998 | opgave           |                     |                  |
| 1999 | opgave           |                     |                  |

| Jaar | Milaan-San Remo | Ronde van Vlaanderen | Amstel Gold Race | Luik-Bast.‑Luik | Parijs-Tours | Waalse Pijl |  | Wereldranglijsten |
| ---- | --------------- | -------------------- | ---------------- | --------------- | ------------ | ----------- |  | ----------------- |
| 1993 |                 |                      |                  |                 | ↑            |             |  |                   |
| 1994 | 146e            | 67e                  |                  | 20e             | 74e          |             |  |                   |
| 1995 | 60e             | 39e                  |                  |                 |              |             |  |                   |
| 1996 | ↑               | 8e                   | 4e               |                 |              | 7e          |  | 10e (UWB)         |
| 1997 |                 | 79e                  | 32e              |                 |              | 95e         |  | 12e (UWB)         |
| 1998 |                 |                      | 74e              | 94e             |              | 86e         |  |                   |
| 1999 | 11e             |                      |                  |                 | 98e          |             |  |                   |

Wielerploegen van Oleksandr Hontsjenkov
Abdoezjaparov ·
Allocchio ·
Belli ·
Bono ·
Bortolami ·  
D. Bramati ·
L. Bramati ·
Cortinovis ·
da Silva ·
Fondriest ·
Gualdi ·
Hontsjenkov ·
Lietti ·
Lombardi ·
Oesjakov · 
Spruch ·
Svorada ·  
Szerszynski · 
Tonkov ·
Zen ·
Totschnig (stagiair)
Belli ·
Bramati ·
Conti ·
Faresin ·
Fondriest ·
Galletti ·
Gualdi ·
Hontsjenkov ·
Lietti ·
Lombardi ·
Serpellini · 
Spruch ·
Svorada ·  
Tonkov ·
Trepin ·
Zen ·
Prada (stagiair)
Baronti ·
Belli ·
Bramati ·
Conti ·
Dolci ·
Faresin ·
Fondriest ·
Galletti ·
Hontsjenkov ·
Perona ·
Serpellini · 
Spruch ·
Svorada ·  
Tonkov ·
Zanolini ·
Zen
Bonciucov ·
Cattai ·
Chiurato ·
Davidenko ·
Dzjavanjan ·
Ferrigato ·
Fincato ·
Fondriest ·
Hontsjenkov ·
Lino ·
Manzoni · 
Oegroemov · 
Savoldelli ·
Sedoen · 
Sgnaolin · 
Sivakov · 
Soerkov · 
Zen
Cattai ·
Dzjavanjan ·
Ferrigato ·
Fincato ·
Hontsjenkov ·
Kokorine ·
Konysjev ·
Manzoni · 
Neljoebin ·
Oegroemov · 
Padrnos ·
Savoldelli ·
Schmidt ·
Sedoen · 
Sgnaolin · 
Sivakov · 
Strazzer · 
Zen
Baffi · Baldo · Canzonieri · Cattai · Colombo · Finco · Hontsjenkov · Leoni · Loda · Oegroemov · A. Ongarato · R. Ongarato · Tosatto · Tronca · Grisjkin (stagiair) · Smirnov (stagiair) 
Baldato · Baldo · Ferrigato · Finco · Grisjkin · Hontsjenkov · Hvastija · Loda · Oegroemov · Ongarato · Simoni · Smirnov · Tosatto
Bertolini · Casagranda · Casarotto · Finco · Gajičić · Gobbi · Guidi · Hontsjenkov · Hvastija · Leoni · Magnani · Miceli · Oesjakov · Ongarato · Puttini · Sjefer · Strazzer · Vinale · Zandarin · Furlan (stagiair) · Nikačević (stagiair)